# Bal (billard)
En bal er en kugle, der anvendes til billard. Til de forskellige discipliner anvendes baller med forskellige egenskaber.
Baller blev oprindeligt fremstillet af elfenben, men da man højst kunne få 8 baller ud af stødtænderne af en enkelt elefant, betød efterspørgslen en foruroligende nedgang i bestanden af elefanter. Det førte til, at der blev udsat en dusør til den, der først kunne lave rimelige baller af et andet materiale. I 1869 blev problemet løst ved anvendelse af det nyligt opfundne nitrocellulose. Det var imidlertid problematisk at fremstille, og man gik videre med bakelit og andre plastik-materialer, men nu om stunder anvendes kunstharpiks (resin), der giver en formstabil bal. Polyester kan også bruges, men er et mindre slidstærkt materiale.

## Ballerne i forskellige discipliner
En stødbal er den bal, spilleren støder til med sin kø.

### Snooker
I snooker anvendes i alt 22 baller med en standarddiameter på 52,5 mm, men udefineret vægt – blot skal alle ballerne være lige tunge. Sættet består af 15 røde baller, 6 farvede baller og 1 hvid stødbal. Værdierne af ballerne er:
- Rød: 1
- Gul: 2
- Grøn: 3
- Brun: 4
- Blå: 5
- Lyserød: 6
- Sort: 7

### Pool
Pool dækker over en række discipliner, hvoraf den nok mest udbredte i Danmark er 8-ball. I dette spil bruger man 15 farvede baller, nummereret fra 1 til 15, samt en hvid stødbal. Standarddimensionerne på ballerne er 5,715 cm i diameter med en vægt på 156-170 g.
Ballernes farver er følgende:
1. Gul
2. Blå
3. Rød
4. Lilla (evt. lyserød)
5. Orange
6. Grøn
7. Brun
8. Sort
9. Gul og hvid
10. Blå og hvid
11. Rød og hvid
12. Lilla (lyserød) og hvid
13. Orange og hvid
14. Grøn og hvid
15. Brun og hvid

Sort 8 har en speciel betydning, mens de øvrige opdeles i de ensfarvede (1-7) og de stribede (9-15). 
I andre poolformer bruger man det samme sæt, men ikke nødvendigvis alle ballerne.

### Karambolebillard
I karambolebillard bruges 3 af en størrelse på 61,5 mm. Ballerne er to hvidestødballer, heraf en med en plet eller en hvid og en gul. To spillere har hver en af disse stødballer. Den trejdie baller er rød.